# Agapanthoideae
Agapanthoideae  (лат.) — подсемейство однодольных цветковых растений семейства Амариллисовые (Amaryllidaceae) порядка Спаржецветные (Asparagales). Ранее относилось к семейству Agapanthaceae. Единственным и типовым родом подсемейства является Agapanthus — эндемик Южной Африки.

## Описание
Растения рода Agapanthus — травянистые многолетние растения с коротким корневищем, плоскими плотными листьями, образующими прикорневую розетку. Цветки большие правильные (актиноморфные) белого или синего цвета, собранные в зонтиковидные соцветия.